# سورا (شابران)
سورا (به لاتین: Surra) یک منطقه مسکونی در جمهوری آذربایجان است که در شهرستان شابران واقع شده است. سورا ۴۶۳ نفر جمعیت دارد.

## اقتصاد
مردم این روستا عمدتاً به کشاورزی مشغول هستند